# Ten Blake Songs
Ten Blake Songs è un ciclo di canzoni per voce di tenore o soprano ed oboe, composto nel periodo natalizio del 1957 da Ralph Vaughan Williams (1872-1958), per il film del 1958 The Vision of William Blake di Guy Brenton per la Morse Films.

## Storia
Le prime nove canzoni sono tratte da Songs of Innocence and of Experience del poeta e visionario inglese William Blake (1757–1827); la decima (Eternity) proviene Several Questions Answered (n. 1 e n. 2) dal taccuino del poeta. Il ciclo è dedicato al tenore Wilfred Brown e all'oboista Janet Craxton. Fu eseguito per la prima volta in concerto e trasmesso sul terzo programma della BBC l'8 ottobre 1958, poco dopo la morte del compositore.

## Tracce
1. Infant Joy (Innocence)
2. A Poison Tree (Experience)
3. The Piper (Innocence, titled "Introduction")
4. London (Experience)
5. The Lamb (Innocence)
6. The Shepherd (Innocence)
7. Ah! Sun-flower (Experience)
8. Cruelty Has a Human Heart (Experience, Intitolata 'A Divine Image')
9. The Divine Image (Innocence)
10. Eternity (Several Questions Answered)